# Farigia tulana
Farigia tulana är en fjärilsart som beskrevs av William Schaus 1910. Farigia tulana ingår i släktet Farigia och familjen tandspinnare. Inga underarter finns listade i Catalogue of Life.